# Nereites

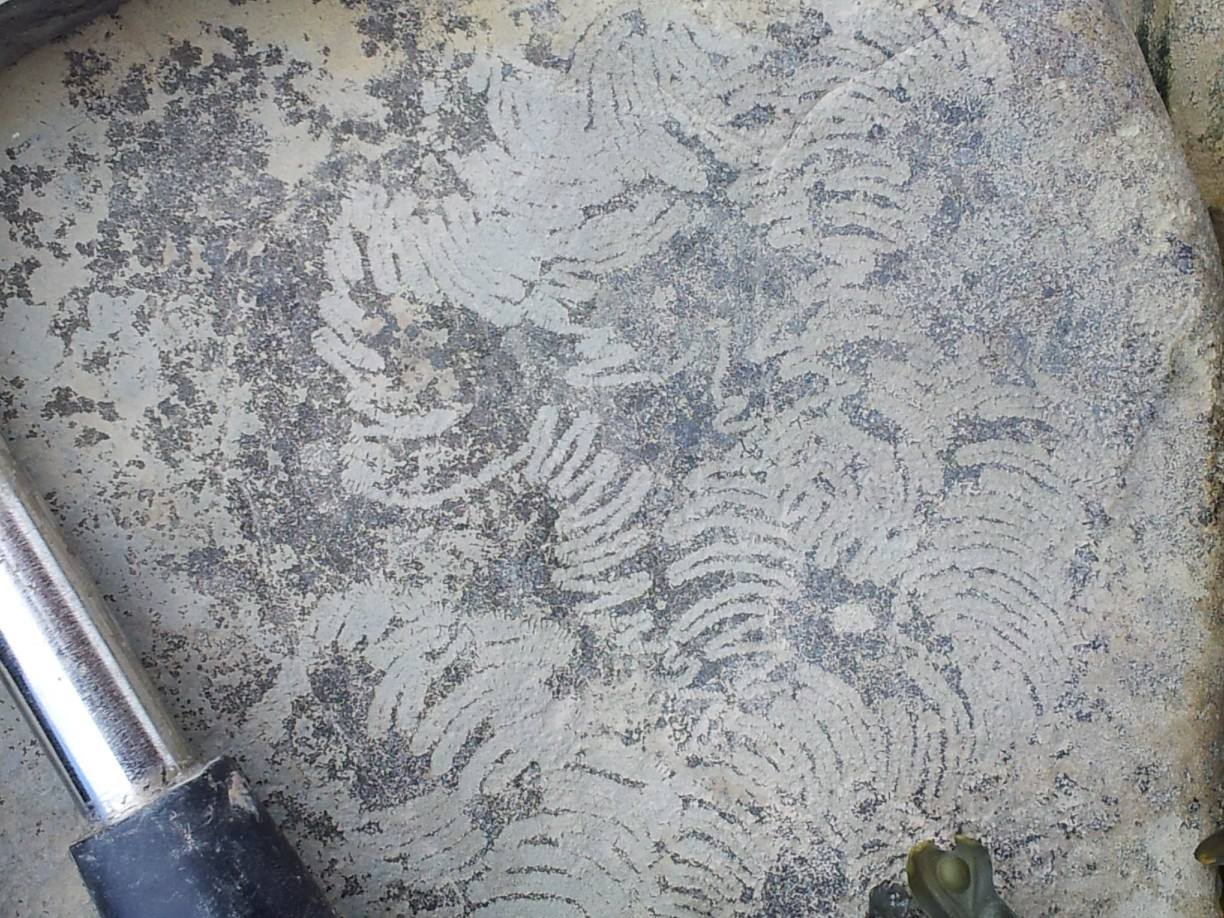
Nereites irregularis.

Nereites MacLeay, 1839 es un paragénero de icnofósiles de facies marina profunda a superficial, lacustre y deltaica presente en rocas sedimentarias del periodo Precámbrico a la actualidad. Toma su nombre de los anélidos del género Nereis, los organismos con los que se describieron estas trazas por primera vez.
Las trazas, habitualmente conservadas como epirelieves, constan de tubos estrechos de desarrollo meandriforme con lóbulos circulares a ovales a ambos lados. Los meandros formados por la pista pueden tener aperturas más o menos amplias y pueden llegar a solaparse entre sí. El tubo central suele estar relleno de sedimento y a veces presenta pelets fecales en su interior. Se conocen varias formas de presevación de Nereites. En Phyllodocites las marcas lobulares laterales enmascaran por completo la traza central. En Scalarituba son los lóbulos los que no se han preservado y el tubo central aparece meniscado con pelets fecales de gran tamaño. En Neonereites por su parte se ha conservado la impresión más superficial de los lóbulos apareciendo la traza como una línea discontinua de estructuras ovales.
Nereites es común en todo tipo de ambientes acuáticos y no ofrece ningún tipo de información batimétrica. A pesar de ello la icnofacies característica de zonas abisales ha tomado su nombre de este género. La traza es producida por anélidos, gasterópodos y artrópodos.